# John Fischer
John J. Fischer (* 11. August 1930 in Antwerpen, Belgien; † 17. August 2016 in New York City) war ein amerikanischer Pianist, Komponist und Maler.
In den 1970er Jahren gehörte er zu den wichtigen Persönlichkeiten der New Yorker Loft-Szene und leitete mit seiner Frau Frances Fischer-Waaskes die Musikgalerie Environ. Mehr als tausend Veranstaltungen haben dort stattgefunden. Alles, was damals in der experimentellen Jazzszene der USA Rang und Namen hatte, ist dort aufgetreten – so z. B. Anthony Braxton oder das Art Ensemble of Chicago.

## Werdegang
Fischer gelangte erst mit 15 Jahren in die USA, nachdem seine Eltern auf der Flucht aus dem von Nazi-Deutschland besetzten Belgien – Fischer ist jüdischer Herkunft – zunächst im Vichy-Frankreich Unterschlupf fanden und dann zwei Jahre in Kuba ausharrten, bevor sie in die USA nach New York einreisen durften. In den 1950er und 1960er Jahren arbeitete John Fischer erfolgreich als Künstler. Besonders seine Brot-Skulpturen und seine Back-Performances im Central Park fanden großen Anklang. So wurde er mehrfach in die bekannte Johnny Carson Show eingeladen. Durch die Freundschaft zu Perry Robinson fand er Zugang in die New Yorker Improvisations-Szene und gründete die Gruppe Interface, die auch in Deutschland erfolgreich war (Moers Festival, Berliner Jazztage). Seit Anfang der 1980er Jahre lebte er zeitweise an seinem zweiten Wohnsitz in Genf. Hier stellte er die Gruppe European Interface zusammen, die auf vielen Festivals in Europa konzertierte (Saalfelden, Leipzig, Bregenz, Amsterdam usw.). Seit Anfang der 1990er Jahre konzentrierte sich John Fischer verstärkt auf die Malerei. Fischer entwarf mittels Computer digitale Bilder. Er gab aber auch noch gelegentlich Konzerte mit der Band Interface, der unter anderem Perry Robinson und Vincent Chancey angehörten.
Seit 1995 war Fischer regelmäßig als Dozent für freie Malerei und Computerkunst an der Marburger Sommerakademie tätig.

## Diskographie (Auswahl)
- Composers Collektive Poum: Perry Robinson, Mark Whitecage, Laurence Cook, Mario Pavone (1974)
- Interface mit Mark Whitecage, Perry Robinson, Armen Halburian, Rick Kilburn, John Shea, Jay Clayton, Laurence Cook (1975)
- Interface mit Marion Brown (1979)
- European Interface The Bregenz Session mit Theo Jörgensmann, Andrea Centazzo und Melvyn Poore (1983)
- Environ Days mit Lester Bowie, Perry Robinson, Charles Tyler, Arthur Blythe (1991)
- The New Interface Trio, mit Mike Richmond, Ben Kilmer (1994)

## Einzelausstellungen (Auswahl)
- Allan Stone Gallery New York 1964
- Allan Stone Gallery New York 1970
- Palais de Nations Genf 1981
- Atelier Rolf Glasmeier Gelsenkirchen 1985
- Jazz Meets Art Zürich 1985